# EC8OR
EC8OR (prononcé Ecator, mais supposément une contraction de « Eradicator ») est un groupe allemand de digital hardcore, originaire de Berlin. Il est formé en 1995 par Patric Catani et Gina V. D'Orio, et signé au label d'Alec Empire, Digital Hardcore Recordings. Son style est caractérisé par un mélange de breakcore dans le style d'Atari Teenage Riot, de techno hardcore et de punk rock. EC8OR gagne une attention considérable en Amérique du Nord le 12 août 1997, lorsque le label des Beastie Boys, Grand Royal Records, commercialise l'album All of Us Can Be Rich....

## Biographie
Le groupe se compose de Patric Catani, originaire de Cologne et résidant à cette période à Berlin, qui a également composé sous une demi-douzaine de nombreux autres noms de scène dont Eradicator, E-De Cologne (pour ses compositions gabber), Irish Coffee et Test-Tube Boy. Il est accompagné de la vocaliste Gina D'Orio, ancienne membre des groupes Lemonbabies et Throw That Beat. Le groupe devient au milieu des années 1990, l'un des plus célèbres de la scène hardcore et techno underground allemande. À l'origine, Patric, ayant quitté ses études en 1991, fait usage d'une Amiga 500 obsolète, et d'une Commodore 64, pour composer sa musique, ainsi qu'un simple microphone pour laisser Gina chanter. Dans une entrevue, le duo explique qu'il s'est formé lors de la venue de Patric à Berlin. Il explique également que chacune de leur composition représentait une idée politique. Durant ses quatre années d'activité, de 1995 à 1999, le duo commercialise cinq albums et continue dans les collaborations musicales, malgré sa résiliation de contrat avec Digital Hardcore Recordings. Patric explique lors d'une entrevue son mécontentement concernant ce label.
EC8OR est souvent comparé au groupe allemand Atari Teenage Riot pour ses sonorités similaires, des effets sonores statiques créant un son distordu et agressif. EC8OR gagne une attention considérable en Amérique du Nord le 12 août 1997, lorsque le label des Beastie Boys, Grand Royal Records, commercialise l'album All Of Us Can Be Rich.... L'album est par ailleurs moyennement accueilli sur AllMusic avec une note de trois étoiles sur cinq. Le 25 août 1998 est commercialisé World Beaters  accueilli sur AllMusic avec un 2,5 étoiles sur cinq. Plus tard, le groupe commercialise The One and Only High and Low le 19 septembre 2000, passablement accueilli sur AllMusic avec 2,5 étoiles sur cinq ; il est accueilli de 7 sur 10 sur Release Magazine. EC8OR collabore en 2005 sous le nom de A*class, tandis que Gina joue pour d'autres groupes comme Cobra Killer et avec l'ancienne vocaliste du groupe Shizuo, Annika Trost.

## Discographie
- Ec8or and Moonraker (Mono Tone)
- AK-78 (Digital Hardcore Recordings)
- Ec8or (Digital Hardcore Recordings)
- Cocaine Ducks (Grand Royal / Digital Hardcore Recordings)
- Spex is a Fat Bitch (Digital Hardcore Recordings)
- All of Us Can Be Rich... (Grand Royal)
- Discriminate (Against) The Next Fashionsucker You Meet - It's a Raver (Grand Royal)
- Until Everything Explodes (Digital Hardcore Recordings)
- World Beaters (Digital Hardcore Recordings)
- Dynamite (Digital Hardcore Recordings)
- Gimme Nyquil All Night Long / I Won't Pay (Digital Hardcore Recordings)
- The One and Only High and Low (Digital Hardcore Recordings)
- EC8OR-Live in Dresden 10-01-05 in Dresden (CDr)
- 1993 : Zimboculture et Ein Bisschen Frieden (pistes présentes sur la compilation gabber Thunderdome IV - The Devil's Last Wish)